# Albert Uderzo
Albert Uderzo (ur. 25 kwietnia 1927 w Fismes, zm. 24 marca 2020 w Neuilly-sur-Seine) – francuski rysownik i scenarzysta komiksowy pochodzenia włoskiego. Autor wielu serii i cyklów komiksowych, w tym o Asteriksie i Umpa-Pa, które stworzył we współpracy z René Goscinnym.

## Życiorys
Syn Silvio Leonardo Uderzo i Irii Crestini. W 1953 poślubił Adę Milani, z którą miał jedyną córkę Sylvie Uderzo. Brat, Marcel Uderzo (1933–2021) również był rysownikiem komiksów, pomagał w kolorowaniu około dwunastu albumów Asteriksa. Miał także starszego brata Bruno Uderzo (1920–2004).

### Wczesne życie
Urodził się jako Alberto Aleandro Uderzo w Fismes (Marna, Francja), w rodzinie włoskich imigrantów. Obywatelstwo francuskie otrzymał w 1934. Już od najmłodszych lat wykazywał zdolności artystyczne, w tym okresie dużo rysował. Kiedy zainteresował się malowaniem przy użyciu farb, okazało się, że cierpi na daltonizm.
Już w szkole rysowałem różne historyjki. Mój pierwszy bohater nosił włoskie imię Stupido.
Daltonizm uniemożliwiał mu profesjonalną edukację artystyczną. Nie powstrzymało go to jednak od kontynuowania nauki w tym kierunku we własnym zakresie.
Jego rysunki początkowo (i w niektórych późniejszych projektach) kolorował brat Marcel Uderzo. Kiedy Albert miał 13 lat, został zatrudniony we francuskim wydawnictwie Société Parisienne d'Édition. Jego pierwszym zadaniem jako ilustratora była praca nad parodią bajek Ezopa. W wydawnictwie poznał wtedy Alaina Saint-Ogana i Calvo. Obaj artyści stali się jego autorytetami i pomogli mu w edukacji artystycznej, dodatkowo zachęcając go do kontynuowania kariery ilustratora. 
Podpatrywałem tam ówczesnych wielkich rysowników, obserwowałem ich przy pracy. Rzemiosła uczyłem się od samych podstaw.
W późniejszym okresie Uderzo musiał zmienić pracę, został operatorem maszyny, ucząc się na spawacza. Podczas II wojny światowej przeniósł się z Paryża do Bretanii, gdzie pracował na farmie i pomagał ojcu w prowadzeniu firmy meblarskiej. To w Bretanii zostanie osadzona fabuła Asteriksa. Pod wpływem twórczości Walta Disneya zaczął fascynować się filmami animowanymi.
Podobnie jak wielu młodych marzyłem o etacie w wytwórni filmów Disneya. Niestety, jak mawiał René, Disney nic o tym nie wiedział.
Po wojnie rozpoczął karierę jako rysownik. Stworzył takie komiksy jak: Flamberge, Clopinard, Belloy l'Invulnérable czy Arys Buck. W 1945 zatrudnił się w studiu animacji. Wygrana w konkursie zorganizowanym przez Éditions du Chêne dała mu kolejne możliwości artystycznego rozwoju. Pozwoliła mu nie tylko przekonać ojca, że przeżyje z pracy jako artysta, ale też stworzyła okazję do powstania postaci Clopinarda. Pracował też dla magazynu „S.A.E.T.L.” i francuskiego tygodnika „OK”, na potrzeby którego stworzył wielu muskularnych bohaterów komiksów.
Dobrze rozwijającą się karierę artystyczną przerwała służba wojskowa. Po jej zakończeniu Uderzo szukał pracy, jednak nie znalazł jej w wydawnictwach dziecięcych, lecz w prasie. Został reporterem w „France Dimanche”. Ilustrował sceny zastępujące fotografie z prawdziwych wydarzeń. Jednocześnie tworzył też dla innych magazynów, np. w „Fenace Soir”. Pod koniec lat 40. Uderzo przeniósł się do Brukseli, gdzie zaczął pracę dla Międzynarodowej agencji prasowej Yvana Cherona. Ta z kolei dzieliła biuro z World Press, gdzie spotkał takich artystów jak: Victor Hubinon, Jean-Michel Charlier, czy właśnie René Goscinny.

### Współpraca z René Goscinnym
Swoją współpracę z Goscinnym zaczął w 1951 od pracy dla magazynu kobiecego „Bonnes Soirées”, gdzie Uderzo ilustrował artykuły napisane przez Goscinnego. Ich relacja zaczęła się rozwijać i zostali przyjaciółmi. Współpraca zaowocowała stworzeniem nowych postaci takich jak Luc Junior, Janko Pistolet. Byli też autorami serii gagów Poussin et Poussif (1957), która zyskała wielu fanów. W 1951 dało im to szansę (wcześniej pomysł na ten komiks był odrzucany przez różnych wydawców) na wydanie Umpa-Pa w magazynie „Tintin” (do 1962).
Uderzo odszedł z Worlds Press w 1956 roku na znak solidarności z René Goscinnym, który został zwolniony za próby stworzenia związku zawodowego artystów komiksowych. Wraz Jeanem Hébrardem, Charlierem i Goscinnym powołał spółkę Édipresse/Édifrance, która pracowała nad komiksami, ale przyjmowała też zlecenia od klientów zewnętrznych. Spółka została wydawcą pisma młodzieżowego „Pilote”, w późniejszych latach poważnej konkurencji dla magazynu „Tintin”. Komiksy Umpa-pa były kontynuowane w „Pilote”, gdzie odniosły sukces.

Jednak to komisy o Asteriksie stały się największym bestsellerem magazynu. W 1959 roku wraz z Goscinnym Uderzo został edytorem magazynu komiksowego „Pilote”. 29 października 1959 roku opublikowali w nim pierwszy odcinek Asteriksa, który wkrótce stał się najpopularniejszym komiksem we Francji. W 1961 roku został wydany pierwszy, osobny tom przygód Asteriksa: Astérix le Gaulois. Co roku autorzy publikowali dwa kolejne odcinki. 
Uderzo koncentrował się na oddaniu dynamiki postaci i emocji, co osiągał dzięki ostrej, miejscami agresywnej kresce, wyolbrzymieniu i karykaturze. 
Pozytywne przyjęcie Asteriksa przysporzyło Uderzo pracy, do tego rysował równolegle inne historyjki komiksowe. W 1974 roku wraz z Dargaudem i Goscinnym, Uderzo zrealizował swoje marzenie z dzieciństwa, otwierając studio filmów animowanych Idefix, gdzie powstały pierwsze filmy animowane o Asteriksie i Lucky Lucku.

### Dalsze lata
W 1977 roku, po śmierci Goscinnego, Uderzo przejął serię (publikując z mniejszą częstotliwością), dalsze komiksy o Asteriksie podpisuje od tej pory „Goscinny et Uderzo”. Do śmierci Goscinnego, artyści stworzyli 24 albumy Asteriksa. Krytycy uważają jednak, że odbiegają one jakościowo pod względem scenariusza od tych Goscinnego. Mimo to ich sprzedaż była wysoka.
Gdy odszedł René, po prostu się załamałem. Straciłem nie tylko najbliższego współpracownika, ale po prostu brata. Potrzebowałem dwóch lat, silnego wsparcia rodziny i nie mniejszego ze strony czytelników, by znów wziąć się do pracy. Szczególnie ujął mnie list jednego z nich, który napisał, że nie mam prawa pozbawiać go dalszych przygód ulubionego bohatera. Zdecydowałem się znów wziąć do ręki farby i ołówek.
Po śmierci Goscinnego Uderzo rozwiązał umowę z dotychczasowym wydawcą Dargaudem i kontynuował przygody Asteriksa w założonym przez siebie w 1979 roku wydawnictwie Albert Réne. W latach 90. pozywał wydawnictwo Dargaud, chcąc odzyskać wszystkie prawa własnościowe do Asteriksa. Sprawa dotyczyła również eksploatacji albumów Asteriksa w innych krajach i kwestii przestrzegania praw autorskich. Procedura prawna została zakończona dopiero w 1998 roku. Uderzo wygrał, odzyskując tym samym prawa do eksploatacji pierwszych 24 tomów. Otrzymał też od poprzedniego wydawcy odszkodowanie o wartości 5,5 miliona franków.
W 2008 r. Uderzo sprzedał 60% udziałów Hachette Livre, a w 2011 pozbył się reszty i przeszedł na emeryturę ze względów zdrowotnych.
Wszyscy wiedzą, że od lat mam problem z moją ręką i nie jestem w stanie już posługiwać się moim pędzlem, aby rysować.
W tym samym roku sprzedało się ponad 350 milionów egzemplarzy Asteriksa. W 2013 roku w porozumieniu z wydawnictwem zdecydował, że przygody Asteriksa będą kontynuowane przez rysownika Didiera Conrada i Jeana-Yves’a Ferriego, odpowiedzialnego za scenariusze.

### Śmierć
W wieku 92 lat Uderzo umarł we śnie na atak serca. Przebywał wówczas w swoim domu pod Paryżem. Został pochowany na cmentarzu w Faverolles.

## Odznaczenia
- W 1985 został odznaczony Orderem Legii Honorowej V klasy
- W 2003 został komandorem Orderu Sztuki i Literatury[15]
- W 2005 został włączony do Galerii Sław („Hall of Fame”) Nagrody Eisnera[16]
- W 2006 odznaczony został Orderem Lwa Niderlandzkiego III klasy[17]
- W 2013 został odznaczony Orderem Legii Honorowej IV klasy[18]

## Publikacje

### Asteriks
1. Przygody Gala Asteriksa (1961)
2. Złoty sierp (1962)
3. Asteriks i Goci (1963)
4. Asteriks gladiator (1964)
5. Wyprawa dookoła Gallii (1965)
6. Asteriks i Kleopatra (1965)
7. Walka wodzów (1966)
8. Asteriks u Brytów (1966)
9. Asteriks i Normanowie (1966)
10. Asteriks legionista (1967)
11. Tarcza Arwernów (1968)
12. Asteriks na igrzyskach olimpijskich (1968)
13. Asteriks i kociołek (1969)
14. Asteriks w Hiszpanii (1969)
15. Niezgoda (1970)
16. Asteriks u Helwetów (1970)
17. Osiedle bogów (1971)
18. Laury Cezara (1972)
19. Wróżbita (1972)
20. Asteriks na Korsyce (1973)
21. Podarunek Cezara (1974)
22. Wielka przeprawa (1975)
23. Obeliks i spółka (1976)
24. Asteriks u Belgów (1979)
25. Głęboki rów (1980)
26. Odyseja Asteriksa (1981)
27. Syn Asteriksa (1983)
28. Asteriks u Reszehezady (1987)
29. Róża i miecz (1991)
30. Galera Obeliksa (1996)
31. Asteriks i Latraviata (2001)
32. Galijskie początki (2003)
33. Kiedy niebo spada na głowę (2005)
34. Rocznica urodzin Asteriksa i Obeliksa – Złota księga (2009)